# إيلي مشنتف
إيلي مشنتف (1970  م) هو لاعب كرة سلة محترف لبناني معتزل.
بدأ حياته المهنية في كرة السلة في دوري كرة السلة القبرصي، قبل أن يصبح قائد نادي كرة السلة الحكمة، وهو ناد رائد في رابطة كرة السلة اللبنانية ومفتاح رئيسي لعصره الذهبي لأكثر من عشر سنوات، فاز بالبطولة اللبنانية لستة مواسم متتالية منذ 1998 وحتى 2004. وكان أيضًا قائد فريق المنتخب الوطني لكرة السلة في لبنان من عام 2000 إلى عام 2006، شارك في بطولة العالم لكرة السلة عام 2002 في إنديانابوليس.
إعتزل اللعب في عام 2008 الآن يشجع مشنتف كرة السلة في لبنان من خلال تأسيس ناديه الرسمي M13.

## سيرته
ولد إيلي في عبرة في شرق صيدا، درس في مدرسة صيدون الثانوية، ثم انتقل إلى بيروت ثم إلى إيطاليا حيث عاش عامًا كاملاً.
في بيروت درس في كلية CIT لعامين، ثم التحق بجامعة نوتردام - لويز لفصل دراسي واحد، وبعد ذلك ذهب إلى قبرص ولعب كرة السلة باحتراف، بدءاً من نادي لارنكا في قبرص، إلى جانب لاعب لبناني آخر «فؤاد أبو شقرا». كما درس إدارة الأعمال في جامعة نيقوسيا [الإنجليزية].
بعد التخرج عاد إلى لبنان وأصبح لاعبًا في «العمل بكفيا» في عام 199، وفي 1994 أصبح كابتن نادي الحكمة الذي سيطر على دوري الأندية اللبنانية لكرة السلة الحائز على لقب الاتحاد الدولي لكرة السلة ( FIBA Asia)، وتمتع بشعبية كبيرة. جاءت شهرته العربية عندما فاز الحكمة ببطولة الأندية العربية.
يُعتبر أحد أعظم اللاعبين الآسيويين كما أنه خضع لتجارب الدوري الأمريكي للمحترفين (NBA) وتدرب مع بعض الفرق مثل أورلاندو ماجيك بتوصية من أسطورة الدوري الاميركي للمحترفين روني سيكالي.
شكّل الاتحاد اللبناني منتخب لبنان لكرة السلة حيث بدأ إيلي قائد الفريق، وشارك إيلي في كأس العالم لكرة السلة 2002 في إنديانابوليس، وفي بطولة العالم 2006 في اليابان استبعد من المنتخب الوطني في بسبب تعاطي المنشطات.
واصل اللعب مع الحكمة حتى عام 2007 عندما وقع مع نادي المريميين الشانفيل الرياضي ليصبح قائد الفريق، عاد إلى فريق الحكمة لموسم 2008 قبل تقاعده.

## السجلات والجوائز
- بطولة ماكدونالدز 1999 ثالث أفضل هداف و assister
- 1996-2002 بطولة كرة السلة اللبنانية MVP (أثمن لاعب)
- 2000-2003 كأس لبنان MIP (أفضل لاعب محسّن)
- 1996، 1998، 2000 أفضل لاعب عربي
- 1999، 2001 بطولة كأس العالم لكرة القدم الآسيوية
- 1999 MIP الآسيوية (أفضل لاعب محسّن)
- 2000 أفضل لاعب في آسيا
- 1999، 2001 أفضل لاعب آسيوي

## روابط خارجية
- إيلي مشنتف على موقع الاتحاد الدولي لكرة السلة (الإنجليزية)
- إيلي مشنتف على موقع كرة السلة الأوروبية.كوم (الإنجليزية)
- إيلي مشنتف على موقع ريلجم (الإنجليزية)
- إيلي مشنتف على موقع بروبوليرز (الإنجليزية)

- صفحة معلومات عن احصائيات السلة